# Hans Trapp

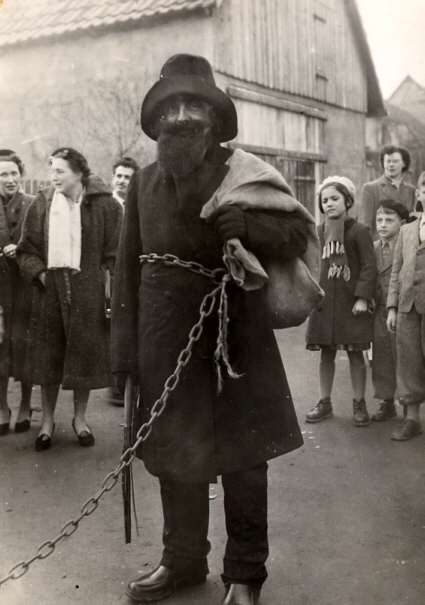
Persona camuffata da Hans Trapp nel 1953

Hans Trapp è un personaggio del folclore natalizio della regione francese dell'Alsazia, che - secondo la tradizione - compare a dicembre come accompagnatore del portatore di doni (san Nicola o il Bambin Gesù).
È associabile ad altre figure similari quali Belsnickel (Germania sud-occidentale), Houseker (Lussemburgo), Knecht Ruprecht (Germania), Krampus (Tirolo, Alto Adige e Trentino), Père Fouettard (altre regioni francesi), Schmutzli (Svizzera), Zwarte Piet (Paesi Bassi), ecc, figure considerate diaboliche dalla Chiesa.

## Descrizione
Il personaggio di Hans Trapp si presenta come un uomo anziano ricoperto di pelli di animali.
Secondo la tradizione, chiede ai bambini di recitare una poesia: nel caso in cui questi non sappiano farlo, lui li prende a frustate.

## Origini
Come altri personaggi simili, rappresenta l'alter-ego cattivo del portatore di doni, forse da mettere in relazione con il dio Pan e con Herne il Cacciatore.

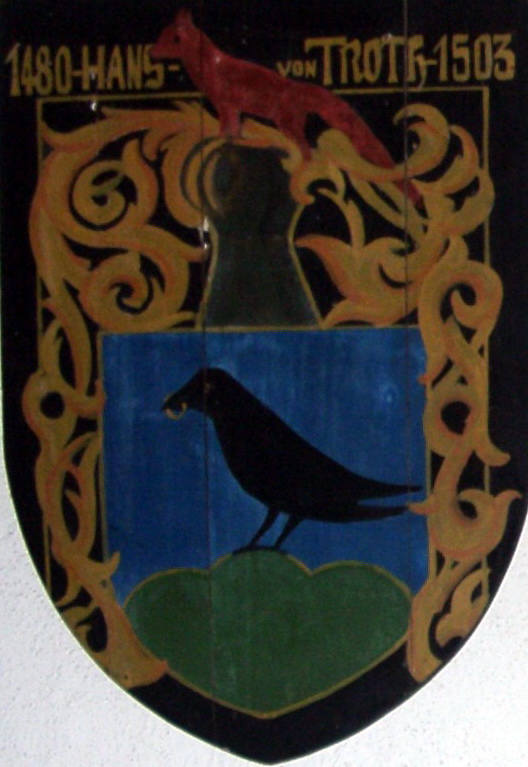
Lo stemma di Hans von Trotha, cavaliere che ha ispirato la figura di Hans Trapp

Nello specifico, la figura di Hans Trapp trae origine - almeno nel nome - da un certo Hans von Trotha, un cavaliere-brigante realmente esistito nel XV secolo e che avrebbe terrorizzato la popolazione della regione attorno alla città di Wissembourg. Von Trotha sarebbe vissuto in un castello del Palatinato, il Burg Berwartstein, nelle cui rovine pare si trovi ancora la sua tomba.

## Storia
A Wissembourg, il personaggio di Hans Trapp viene citato per la prima volta nel 1737.

## Hans Trapp nella cultura di massa
- Alla figura di Hans Trapp è dedicato il canto natalizio alsaziano  Hans Trapp warum bisch so böes (ovvero "Hans Trapp, perché sei così cattivo?")[6]